# FK Igalo 1929
Fudbalski Klub Igalo 1929 (Фудбалски Клуб Игало 1929) – czarnogórski klub piłkarski z siedzibą w Igalo w gminie Herceg Novi. Został utworzony w 1929 roku. Obecnie występuje w Drugiej lidze Czarnogóry. Do 2016 roku klub nazywał się OFK Igalo (Omladinski Fudbalski Klub Igalo (Омладински Фудбалски Клуб Игало)).

## Stadion
Klub rozgrywa swoje mecze domowe na stadionie Stadion Solila w Igalo, który może pomieścić 1.600 widzów.

## Sezony
| Sezon                          | Liga                                                         | Poziom | Miejsce |
| Federalna Republika Jugosławii |                                                              |        |         |
| 1999/00                        | Crnogorska regionalna liga – Juzna regija (grupa południowa) | IV     | 1       |
| 2000/01                        | Crnogorska liga                                              | III    | ?       |
| 2001/02                        | Crnogorska liga                                              | III    | 16      |
| 2002/03                        | Crnogorska regionalna liga – Juzna regija (grupa południowa) | IV     | 1       |
| Serbia i Czarnogóra            |                                                              |        |         |
| 2003/04                        | Crnogorska liga                                              | III    | 13      |
| 2004/05                        | Treća crnogorska liga – Juzna regija (grupa południowa)      | IV     | 1       |
| 2005/06                        | Treća crnogorska liga – Juzna regija (grupa południowa)      | IV     | ?       |
| Czarnogóra                     |                                                              |        |         |
| 2006/07                        | Treća liga – Juzna regija (grupa południowa)                 | III    | 3       |
| 2007/08                        | Treća liga – Juzna regija (grupa południowa)                 | III    | 3       |
| 2008/09                        | Treća liga – Juzna regija (grupa południowa)                 | III    | 4       |
| 2009/10                        | Treća liga – Juzna regija (grupa południowa)                 | III    | 3       |
| 2010/11                        | Treća liga – Juzna regija (grupa południowa)                 | III    | 1       |
| 2011/12                        | Druga liga                                                   | II     | 6       |
| 2012/13                        | Druga liga                                                   | II     | 5       |
| 2013/14                        | Druga liga                                                   | II     | 9       |
| 2014/15                        | Druga liga                                                   | II     | 3       |
| 2015/16                        | Druga liga                                                   | II     | 9       |
| 2016/17                        | Druga liga                                                   | II     | 8       |
| 2017/18                        | Druga liga                                                   | II     | 8       |
| 2018/19                        | Druga liga                                                   | II     | 9       |
| 2019/20                        | Treća liga – Juzna regija (grupa południowa)                 | III    | 1       |
| 2020/21                        | Druga liga                                                   | II     | ?       |

 * W wyniku przeprowadzonego 21 maja 2006 referendum niepodległościowego zadeklarowano  zerwanie dotychczas istniejącej federacji Czarnogóry z Serbią (Serbia i Czarnogóra). W związku z tym po sezonie 2005/06  wszystkie czarnogórskie zespoły wystąpiły z lig Serbii i Czarnogóry, a od nowego sezonu 2006/07 OFK Igalo przystąpił do rozgrywek Trećiej crnogorskiej ligi.

## Sukcesy
- mistrzostwo Crnogorskiej ligi (1): 1996 (awans do Drugiej ligi SR Јugoslavije).
- mistrzostwo Trećej crnogorskiej ligi (2): 2011 i 2020 (awanse do Drugiej crnogorskiej ligi, po wygranych barażach).
- mistrzostwo Trećej crnogorskiej ligi (IV liga) (1): 2005 (zrezygnował z awanu do Drugiej crnogorskiej ligi (III liga).
- mistrzostwo Crnogorskiej regionalnej ligi (4): 1993, 1995, 2000 i 2003 (awanse do Crnogorskiej ligi).
- wicemistrzostwo Crnogorskiej ligi (2): 1986 i 1987.